# Жуан-Садырбай
Жуан-Садырбай — озеро в Казалинском районе Кызылординской области Казахстана. Располагается вблизи аула Коккатын (каз. Көкқатын), в честь которого получило второе название. Относится к бассейну реки Сырдарья.
Площадь озера 46,6 км², длина 10,1 км, ширина 6,9 км, средняя глубина 1 — 1,5 м. Пойма используется как сенокосные и пастбищные угодья.
Высота водного зеркала 60,6 метров над уровнем моря. На картах Генштаба СССР обозначено как два близлежащих и соединённых между собой озера — Жуан и Сардыбай.